# Modderstroom Sidoarjo

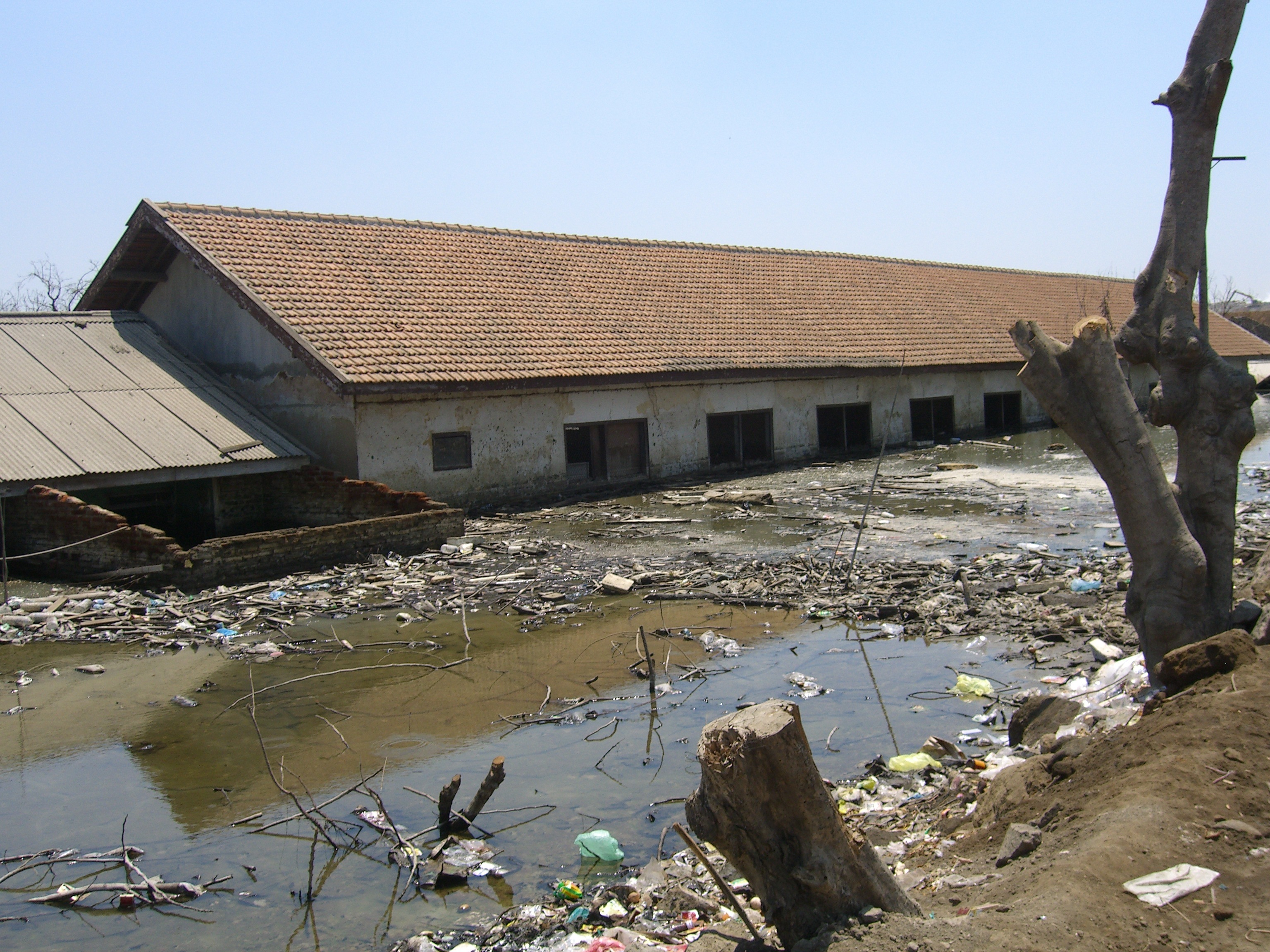
Huizen overspoeld met modder nabij Sidoarjo

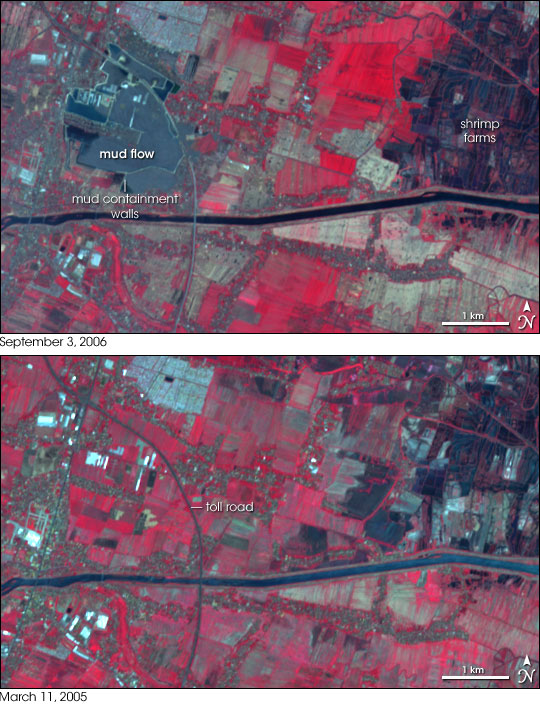
Satellietfoto van de modderstroom in 2006 met eronder een foto van de situatie in 2005

De modderstroom van Sidoarjo is een stroom van modder die op 29 mei 2006 in het regentschap Sidoarjo in de Indonesische provincie Oost-Java ontstond. Eerst spoot 50.000 kubieke meter blubber per dag uit de grond, later werd dat 200.000 kuub. Dit vindt plaats op enkele honderden meters van een 3000 meter diep boorgat geboord door de oliemaatschappij PT Lapindo Brantas, die in het gebied al jaren naar gas (en in dit geval naar reservoirgesteenten) boort. Dit dreigt te leiden tot een ecologische ramp.

## Schade
In vier maanden hebben door de moddervloed meer dan 11.000 mensen hun huizen moeten verlaten en heeft de modder zich verspreid over meer dan 250 hectare. Dorpen en fabrieken zijn overstroomd. De modder veroorzaakt ademhalingsproblemen, diarree, misselijkheid en zelfs brandwonden bij de vluchtelingen en omwonenden. Opgeworpen nooddijken blijken niet bestand tegen de grote druk van de modderstroom. Spoorlijnen zijn onbegaanbaar geraakt en hoofdwegen raken bedekt met modder.
In december 2007 was het met modder bedekte gebied groter dan 6 vierkante kilometer.

## Oorzaak
Volgens Walhi, een Indonesische milieuorganisatie, zijn er fouten gemaakt in de procedures die toegepast moeten worden bij een blow-out, een ongecontroleerde uitstroom van gas. Dit verklaart echter niet de extreme hoeveelheid modder die sindsdien uitstroomt.
Er lijkt sprake van een samenloop van omstandigheden, die hebben geleid tot het ontstaan van een moddervulkaan: een klein bergje of een gat of scheur in de bodem waaruit modder en gas komen. Maar het gaat hier dan wel om een reusachtig grote moddervulkaan, die lijkt op een tussenvorm tussen een typische moddervulkaan en een hydrothermale bron (hydrothermal vent). De modder is van een ongewoon hoge temperatuur (60 °C) en bevat hoge concentraties zwavelwaterstofgas. Dit lijkt erop te wijzen dat er tegelijkertijd een vorm van vulkanische, hydrothermale activiteit aanwezig is. Verondersteld wordt dat de modder afkomstig is uit een reservoir zo’n 2,7 kilometer onder het aardoppervlak.
Het ontstaan van de modderstroom zou verband kunnen houden met de recente vulkanische activiteit in het gebied en met eventuele breuken ontstaan door de recente aardbeving.

## Maatregelen
Pogingen het gat te dichten met cement faalden aanvankelijk. Overwogen wordt, de modder via de rivier de Porong of via een 16 kilometer lange pijpleiding af te voeren naar de Javazee. Modder in de rivier en in zee vormt echter een bedreiging voor de grote garnalenbassins in het gebied, een belangrijke inkomstenbron van de bevolking. Alvorens de modder af te voeren, zou deze moeten worden schoongemaakt, vanwege de schadelijke bestanddelen die erin zitten. Dat brengt hoge kosten met zich mee. Begin 2007 werd besloten, dat geprobeerd zou worden de modderstroom tegen te gaan door middel van het storten van cementen bollen die met kettingen aan elkaar verbonden zijn.
Uit protest tegen de wijze waarop de Indonesische regering op de modderstroom reageert, heeft Greenpeace op 27 september 2006 zevenhonderd kilo van de modder gedumpt bij het ministerie van Sociale Zaken in Jakarta.
Greenpeace verweet toenmalig minister Aburizal Bakrie dat hij zich distantieerde van de ramp terwijl hij zelf een meerderheidsaandeel had in Lapindo Brantas.